# Детекторний приймач

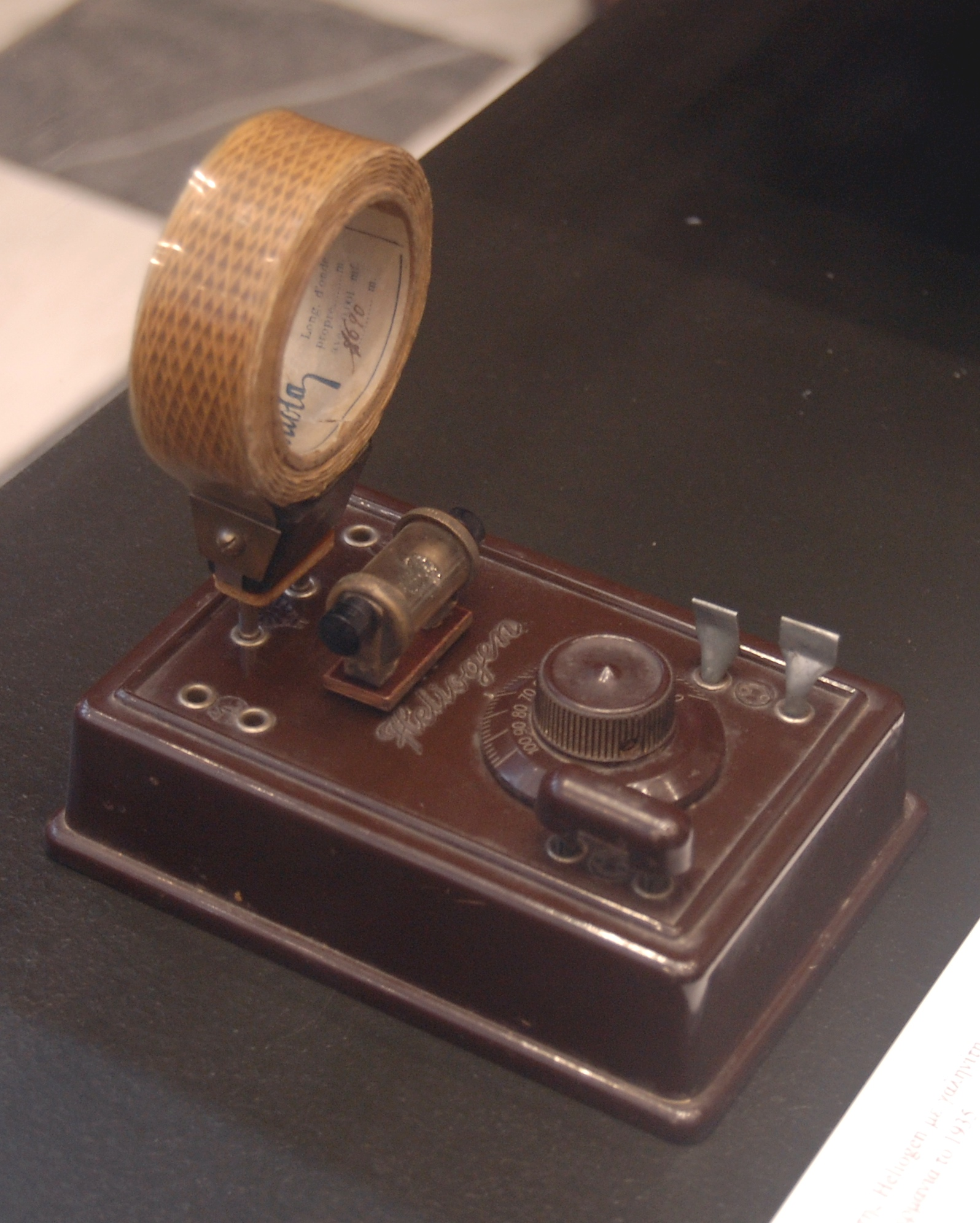
Промисловий детекторний приймач. 1935 рік

Детекторний приймач — найпростіший вид радіоприймача без зовнішнього джерела живлення.

## Опис

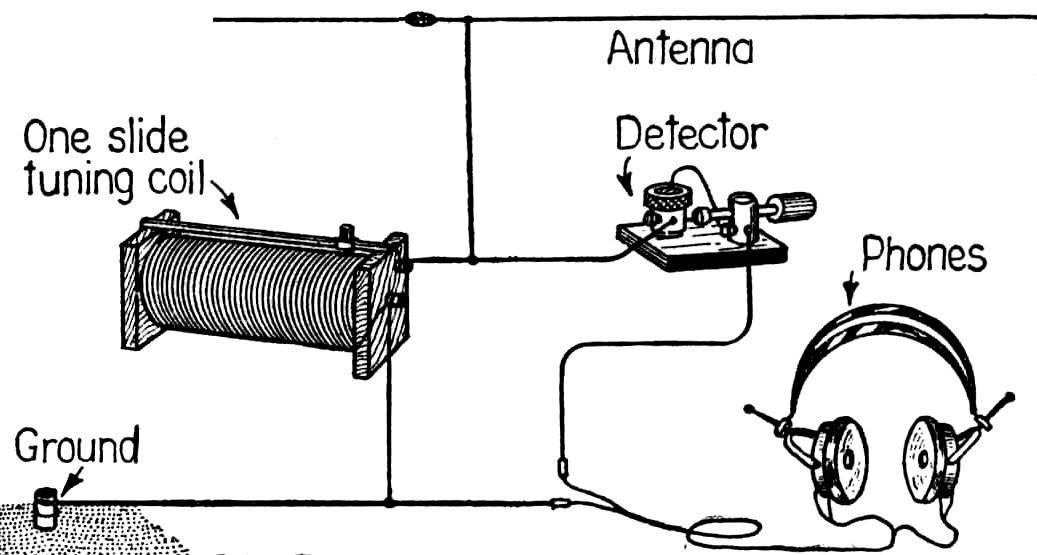
Найпростіша конструкція приймача

Детекторний приймач найпростішої конструкції призначений для прийому радіосигналів в діапазонах довгих або середніх хвиль.
Складається зі змінного коливального контуру, до якого підключені антена і заземлення, і діодного (у більш ранньому варіанті кристалічного) детектора, що виконує демодуляцію амплітудно-модульованого сигналу.
Сигнал звукової частоти з виходу детектора, як правило, відтворюється високоомними навушниками.
За принципом детекторного приймача працюють деякі радіовимірювальні прилади — індикатори поля і резонансні хвилеміри.

## Особливості застосування

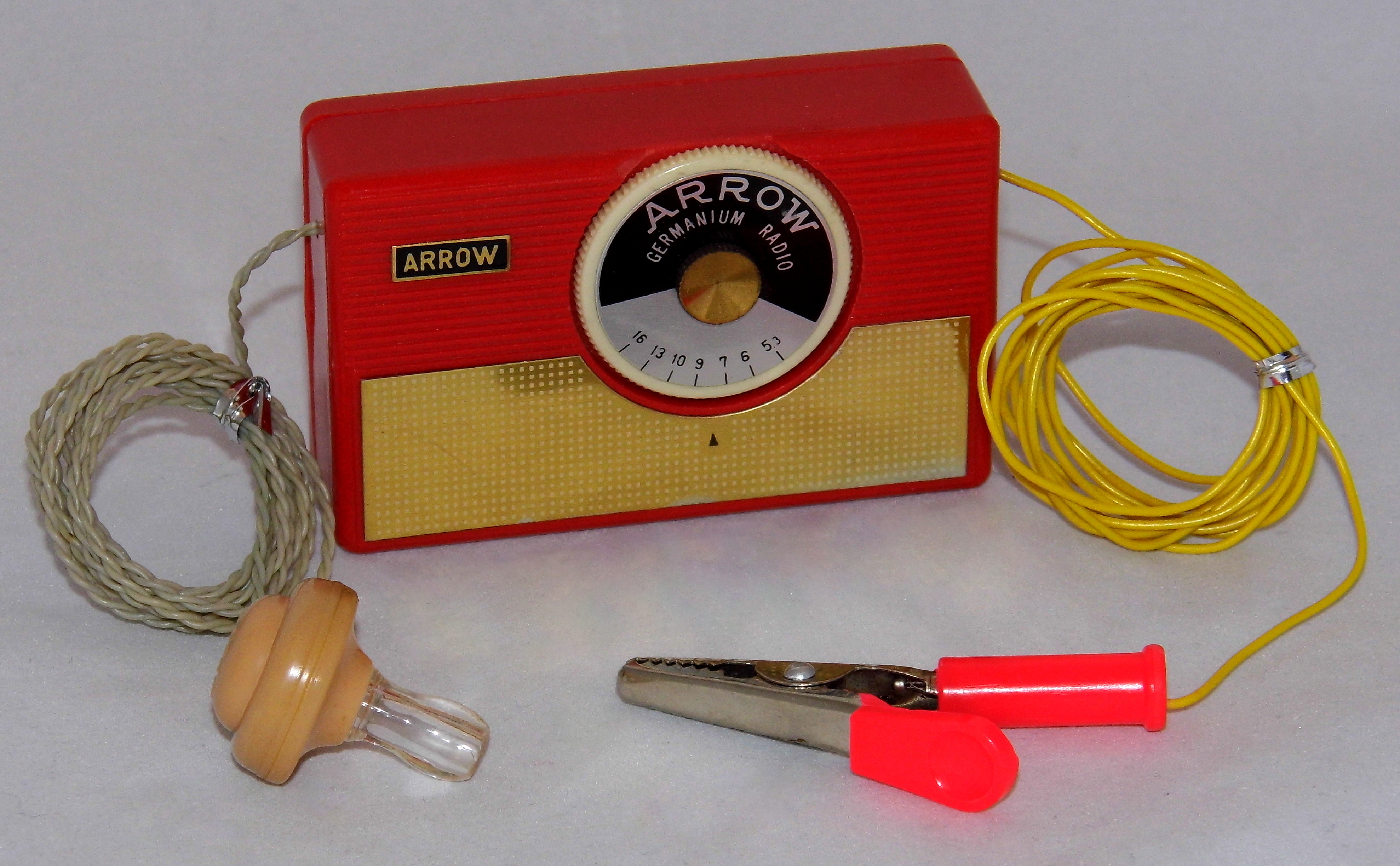
Промисловий дитячий приймач: ліворуч — мініатюрний навушник, праворуч — антена (1970-ті роки)

Сучасний радіоконструктор: ліворуч — контакти для антени, праворуч — 3,5 мм TRS (2018 рік)

Навіть для приймання потужних радіостанцій детекторний приймач вимагає якомога довшої й високо підвішеної антени (бажано десятки метрів), а також правильного заземлення. Але важливішим є те, що він не вимагає джерела живлення, дуже дешевий і може бути зібраний з підручних засобів. Під'єднавши до виходу приймача будь-який зовнішній підсилювач низької частоти, можна отримати приймач прямого підсилення з набагато кращими параметрами. Завдяки цим перевагам детекторні приймачі широко застосовувалися не тільки в перші десятиліття радіомовлення, а й значно пізніше — в 1930–1940 рр., коли вже панувала лампова радіоапаратура.
Принаймні одна модель детекторного приймача випускалася радянської промисловістю приблизно до другої половини 1950-х років («Комсомолець»), пізніше — тільки у вигляді наочних посібників для шкіл. Водночас збирання детекторного приймача вважалося корисним практикумом для початківців радіоаматорів і входило до програми дитячих радіогуртків.
Серед радіоаматорів досі зберігається певний інтерес до будівництва детекторних приймачів, але вже швидше естетичний і технічний, аніж практичний. Сучасніші конструкції детекторних приймачів можуть приймати станції розташовані на великих відстанях.

### Діапазони FM та КХ
Детекторні приймачі для прийому FM-станцій (УКХ з частотною модуляцією) та станцій КХ діапазону відрізняються від детекторних приймачів СХ та ДХ діапазонів:
- мають більш складну конструкцію[33][34][35][36][37][38];
- менш ефективні та потребують підсилювачів звуку[39][40][41][42];
- не потребують великих антен (є такі конструкції і детекторних приймачів для СХ діапазону[25]).

## Принцип роботи

Схема найпростішого детекторного приймача

Коливальний контур L1C1 налаштовується на частоту радіостанції, що приймається — як правило, це сотні кілогерц (довгі або середні хвилі). Для отримання сигналу низької (звукової) частоти використовується простий детектор на діоді VD1, що працює як детектор обвідної. Діод має властивість проводити струм лише в одному напрямку, від анода, позначеного трикутником, до катода. Позитивні напівхвилі коливань в контурі викличуть струм через діод, а негативні закриють його, і струму не буде. При відсутності конденсатора C2 через навушники протікатиме пульсуючий струм. Він містить постійну складову, яка змінюється зі звуковою частотою. Такий струм вже викличе в навушниках звук. Процес детектування поліпшується при приєднанні блокувального конденсатора C2. Він заряджається від позитивної півхвилі майже до амплітудного значення коливань, а в проміжках між ними порівняно повільно розряджається струмом через навушники.

## Цікаві факти
Відповідно до радянського законодавства (наприклад, постанови Ради народних комісарів СРСР від 29.09.1939 N1593) самовільне облаштування та використання детекторного приймача каралося штрафом. Загалом обмеження діяли з 1924 до 1 грудня 1962 року.

## Інтернет-ресурси
- Historische Information zu alten Radios und deren Technik
- Detektorempfänger mit Baukasten-Mitteln gebaut
- Gollums Welt der Detektorempfänger
- Bastelprojekte speziell für Kurzwellenempfang
- Prinzip des Detektorempfangs mit dem Bild einer Rahmenantenne
- Linksammlung und Glossar rund um Detektorempfänger – teilweise englisch
- Erläuterung der theoretischen Hintergründe bis zum Weitempfang
- Spulen für Detektorempfänger